# Дилан Дог: Хроники вампиров
«Дилан Дог: Хроники вампиров» (англ. Dylan Dog: Dead of Night) — мистический фильм ужасов режиссёра Кевина Манро, основанный на итальянских комиксах Dylan Dog. Картина не является экранизацией всей серии комиксов, а описывает совершенно новую историю, написанную для этих съёмок. Выход на экраны в Италии сначала планировался на март 2010 года, а затем был перенесён на 29 октября 2010 года, а выпуск адаптации американской версии отложен до марта 2011 года. Мировая премьера прошла 29 октября 2010 года (в России 10 января 2011 года).
Фильм продюсируется независимой компанией Platinum Films и режиссируется Кевином Манро. Главную роль исполняет Брендон Рут, звезда фильма «Возвращение Супермена», а также Сэм Хантингтон и Анита Брием. Картина основана на итальянской книге комиксов Dylan Dog, написанной Тициано Склави и опубликованной издательством Серджо Бонелли.

## Сюжет
Дилан Дог (Брэндон Рут) — детектив, оставивший работу паранормального следователя и переехавший со своим помощником Маркусом из Лондона в Новый Орлеан. Однако после общения с Элизабет Райан, которая утверждала, что её отец был убит монстрами, и смерти своего помощника Маркуса, Дилан начинает расследование обстоятельств смерти, сталкиваясь при этом с миром паранормальных явлений.
Через некоторое время Маркус оживает в качестве зомби. Маркус, Дилан и Элизабет уже втроем продолжают расследование. В скором времени погибает Гавриил (Питер Стормаре) — один из оборотней, бывших друзей Дилана. Все следы ведут к вампиру Варгасу (Тэй Диггз) — владельцу ночного клуба, с которым у Дилана старые счёты. Однако, в конце выясняется, что Элизабет является потомственной охотницей за головами вампиров, зомби и прочей нечисти. Таким образом, она использовала Дилана, чтобы найти Варгаса. Дилан же придерживается политики поддержания перемирия между людьми и вампирами. Так что он позволяет оборотням убить Элизабет, несмотря на свои чувства к ней. В ходе финального сражения погибает и Варгас, который при помощи тайного амулета был превращен в настоящее чудовище. Дилан Дог возвращает амулет оборотням и вместе с Маркусом решает вернуться к своему прежнему ремеслу.

## В ролях
- Брэндон Рут — Дилан Дог
- Петер Стормаре — Гавриил
- Сэм Хантингтон — Маркус
- Тэй Диггз — Варгас
- Анита Брием — Элизабет
- Курт Энгл — Вольфганг